# قره‌سو (ازبکستان)
قره‌سو، (به ازبکی: Qorasuv، به روسی: Карасу) شهری در ولایت اندیجان، کشور ازبکستان است. جمعیت این شهر در سال ۱۹۸۹ میلادی برابر با ۱۹٬۵۰۰ نفر بوده‌است. واژهٔ قره‌سو، واژه‌ای ترکی‌تبار و به معنای آب‌سیاه می‌باشد.

## موقعیت جغرافیایی
این شهر در شرق ازبکستان، در ولایت اندیجان، در ۵۰ کیلومتری مرکز ولایت اندیجان، در شهرستان قرغان‌تپه و در مرز قرقیزستان واقع شده‌است.

## تاریخ
قره‌سو به همراه شهری دیگر به همین نام در قرقیزستان، در واقع یک شهر بوده‌اند که پس از فروپاشی اتحاد جماهیر شوروی، به دو شهر تقسیم شده‌است و بخشی از آن در قرقیزستان و بخشی نیز در ازبکستان قرار گرفته‌است. مرز این دو شهر به شدت توسط ازبکستان کنترل می‌شود. این شهر، دومین شهری است که توسط ازبکستان در جریان کشتار اندیجان، در بهار سال ۲۰۰۵، که حدود ۶٬۰۰۰ نفر از این مرز فرار کردند، توسط ازبکستان بسته شد.